# Siminicea (gmina)
Siminicea – gmina w Rumunii, w okręgu Suczawa. Obejmuje miejscowości Grigorești i Siminicea. W 2011 roku liczyła 2710 mieszkańców.